# يوحنا زيمسكي
يوحنا الأول زيمسكي (925 تقريبًا – 10 يناير 976) إمبراطور بيزنطة من 11 ديسمبر 969 إلى 10 يناير 976. كانت ليوحنا قدرات عسكرية باهرة مكّنته من توسيع حدود إمبراطوريته خلال فترة حكمه القصيرة.

## الحياة الشخصية
هو ابن أخت الإمبراطور البيزنطي نقفور الثاني فوكاس وخلفه على العرش عام 969 م. ولد يوحنا تزيميسكس في بيت من أكبر البيوت الأرستقراطية في الإمبراطورية البيزنطية. فهو ينتمي من جهة والده إلى عائلة كوركواز (باللاتينية: Kourkouas) ومن جهة والدته إلى أسرة فوكاس (باللاتينية: Phocas). ولد عام 924 م في هيرابوليس (باللاتينية: Hierapolis) وهي بلدة أرمينية صغيرة في إقليم خوزان (باللاتينية: Khozan). تلك البلدة التي نسبت فيما بعد إلى هذا الإمبراطور وأصبحت تعرف باسم تشيمشكاتزاغ (باللاتينية: Chmushkatzag) أي مسقط رأس تزيمسكس. لذلك عرف يوحنا تزيمسكس في معظم المصادر العربية باسم ابن الشمشقيق. أما البيزنطيون فلقد حرّفوا اسم الإمبراطور إلى تزيميسكس (باللاتينية: Tzimisces).

## الحياة العسكرية
إنضم إلى الجيش البيزنطي وارتقى سريعاً ليصبح مسؤولاً عن إقليم أرمينيا وهو في الخامسة والعشرين من عمره وهي كانت منطقة حساسة في ذلك الزمن كونها كانت تفصل بين أراضي  الإمبراطورية البيزنطية وأراضي الدولة العباسية. أول معاركه العسكرية كقائد كانت عام 956 م عندما تصدّى لسيف الدول الحمداني أثناء إحدى غزواته وتلقى هزيمة كبرى على يد الجيش العربي خسر فيها حوالي 4000 جندي. لكنه انتقم من تلك الخسارة بعد عامين عندما انتصر مدعوماً من خاله نقفور فوكاس في سلسلة معارك استولى فيها على حصن درعة واستولى على آمد بعد أن ألحق هزيمة منكرة بجيش سيف الدولة وقع فيها أكثر من نصفهم بين قتيل وأسير. تابع القائد يوحنا تزيميسكس معاركه فاحتل سمساطة واقتحم حصن ربان جنوب الحدث. عندها قام سيف الدولة شخصياً بتولي قيادة جيشه للتصدي ليوحنا تزيميسكس. فكانت معارك طاحنة استبسل فيها الطرفان لكن انتصر فيها بالنهاية الجيش البيزنطي بقيادة يوحنا تزيميسكس.

## الحياة السياسية

### الوصول إلى السلطة
أثناء تلك المعارك، لمع نجم يوحنا تزيميسكس واكتسب سمعة طيبة كقائد شجاع يُعتمد عليه ولديه حس المبادرة والإقدام. وعندما توفي الإمبراطور رومانوس الثاني كان ليوحنا تزيميسكس دور كبير في إيصال خاله نقفور إلى العرش البيزنطي ليصبح الإمبراطور نقفور الثاني فوكاس. أثناء حكم خاله نقفور، بقي تزيميسكس قائداً لجبهة الشرق في الجيش البيزنطي وكان مفضلاً عند خاله الإمبراطور نقفور. لكن بعده عن البلاط في القسطنطينية وكثرة الحسّاد الذين كانوا يريدون الإيقاع بينه وبين خاله وعلى رأسهم ليو فوكاس شقيق نقفور وضعه في موقف ضعيف لا يستطيع فيه الدفاع عن نفسه في وجه المؤامرات الكثيرة التي كانت تحاك ضده في البلاط. فلقد تمكّن الحسّاد من تأليب الإمبراطور نقفور ضد يوحنا تزيميسكس فعزله من منصبه. 
غضب تزيميسكس مما رآه نكراناً للجميل من قبل خاله الإمبراطور نقفور وعزم على الانتقام. وفي هذه الأثناء كانت علاقة حب قد جمعت بين يوحنا تزيميسكس وثيوفانو  زوجة خاله الإمبراطور نقفور التي بدورها ولأسباب كثيرة كانت قد ساءت علاقتها بزوجها الإمبراطور نقفور وأرادت التخلص منه. فجمعت المصلحة بين تزيميسكس وثيوفانو وقاما معاً بتنفيذ مؤامرة اغتيال الإمبراطور نقفور في شهر ديسمبر عام 969 ميلادي ليصبح بعدها يوحنا تزيميسكس إمبراطوراً على بيزنطية.

### الحكم
واصل الإمبراطور يوحنا تزيميسكس حملات التوسع العسكرية لسلفه الإمبراطور نقفور الثاني فوكاس وحقق انتصارات على مختلف الجبهات وخاصة الشرقية ضد العرب والغربية ضدّ البلغار. وكما سلفه، فلقد ترك يوحنا تزيميسكس الإمبراطورية البيزنطية في وضع أفضل بكثير مما كانت عليه عندما ارتقى العرش. فلقد حقق انتصارات باهرة في الشرق وتوسعت الإمبراطورية البيزنطية إلى حدود لم تصل إليها منذ القرن السابع ميلادي واحتل معظم المدن السورية واللبنانية من دمشق إلى طرابلس وبيروت وصيدا.
توفي الإمبراطور يوحنا تزيميسكس فجأة عام 976 م أثناء عودته من إحدى حملاته العسكرية ويكاد يجمع المؤرخون أنه توفي مسموماً على يد أحد النافذين في البلاط.